# Давлятовка (Аскінський район)
Давля́товка (рос. Давлятовка, башк. Дәүләт) — присілок у складі Аскінського району Башкортостану, Росія. Входить до складу Петропавловської сільської ради.
Населення — 129 осіб (2010; 121 у 2002).
Національний склад:
- башкири — 62 %